# Тьютор
Тью́тор (від англ. tutor — репетитор) — особа, що веде індивідуальні або групові заняття із учнями, студентами, наставник. В університетах тьютори помічники викладача, здебільшого аспіранти або старші студенти.
Тьютор — ключова фігура в дистанційному навчанні, що відповідає за проведення занять зі студентами. Аналізуючи досвід зарубіжних університетів, можна бачити, що в більшості випадків розробник курсу і тьютор — одна і та ж особа. Багато досвідчених викладачів віддають перевагу при проведенні занять зі студентами денній формі навчання, використовуючи технологію дистанційного навчання.

## Обов'язки тьютора
Обов'язки тьютора на етапі розвитку курсу
- Знайомство з матеріалом навчального курсу (якщо він не автор курсу).
- Отримання загальної характеристики перспективних студентів, вивчення їх навчальних потреб, мети та інших подробиць.
- Вивчення принципів та методів дистанційного навчання, читаючи літературу та беручи участь у семінарах.

Обов'язки тьютора під час навчального процесу:
- Координація чисельності студентів, передача розкладу, процедурних вимог.
- Якщо можливо. Встановлення контактів зі студентами до початку навчальної сесії, ідентифікація визначень, питань та встановлення особистого зв'язку зі студентами.
- Отримання документу та відмітка його у відповідній БД.
- Можлива підготовка простіших навчальних матеріалів для доставки студентам, наприклад, моделі відповідей, копії виняткових робіт студентів, загальні коментарі про отримані документи, розповсюджені помилки.
- Обговорення з адміністрацією серйозних проблем, пов'язаних з роботами студентів на предмет плагіату.
- Може входити до складу екзаменаторів у залежності від відповідальності за курс.
- Отримання підсумкових екзаменаційних матеріалів та відмітка їх у відповідній БД.
- Виконання нотаток із серйозних та змістовних труднощів у студентів, спроба усунення їх разом з розробниками курсу; допомога, при необхідності, у зміні засобів інформації.
- Може брати участь у розвитку матеріалів курсу.